# Râul Săvulești
Râul Săvulești este un curs de apă, afluent al râului Iara. 